# Neodipara hispanica
Neodipara hispanica är en stekelart som beskrevs av Karl-Johan Hedqvist 1971. Neodipara hispanica ingår i släktet Neodipara och familjen puppglanssteklar.
Artens utbredningsområde är Spanien. Inga underarter finns listade i Catalogue of Life.